# Vidundercigaren
Vidundercigaren er en dansk stumfilm fra 1909 produceret af Nordisk Films Kompagni instrueret af Viggo Larsen. 
Filmen er delvist tabt, men enkelte dele af filmen er bevaret.
Filmen blev eksporteret til England, hvor den blev vist som The Mysterious Cigar og til Tyskland, hvor den blev vist som Die Wunderzigare.

## Handling
Den unge Hr. Hansen bliver forelsket i chefens datter. Chefen opdager romancen og smider den unge mand på porten. Deprimeret ender han på et værtshus, hvor han møder en mand med vidunderlige cigarer, der dufter så godt, at alle kan bliver overtalt, når de får blæst røgen i ansigtet. Hanser får fat på cigarerne og får overtalt alle på sin vej. Han får i sidste øjeblik overtalt chefen til at give sig datterens hånd, lige inden hun giftes væk til en anden bejler, som Hansen også får fordrevet ved hjælp af cigarerne. Han optages i familien og bliver farens kompagnon. - Chefen har dog kun et enkelt krav: Hansen skal opgive cigarerne, hvilket Hansen gør med glæde, da det er en pine at ryge dem.

## Medvirkende
- Sofus Wolder
- Holger Pedersen
- Anton Seitzberg
- Erik Winther
- Maggi Zinn